# Én, Tonya
Az Én, Tonya (I, Tonya) 2017-ben bemutatott amerikai drámai vígjáték Craig Gillespie rendezésében. A film Tonya Harding korcsolyázónő pályafutásáról szól. A főszerepben Margot Robbie, Sebastian Stan és Allison Janney látható. A filmet 2017-ben a Torontói Nemzetközi Filmfesztiválon mutatták be. Elnyerte a legjobb mellékszereplőnek járó fontosabb díjakat, mint a BAFTÁT, a Golden Globe-ot és a Screen Actors Guildot. A filmet 90. Oscar-gálán három Oscar-díjra jelölték, Allison Janney-t alakításért a legjobb női mellékszereplőnek járó díjat vehette át.

## Cselekmény
|  | Alább a cselekmény részletei következnek! |

A hetvenes években járunk Portlandben. Tonya Harding (Margot Robbie) alig négyéves (négyéves szereplőként Maizie Smith, nyolcéves szereplőként Mckenna Grace játszotta Tonya Hardingot), de édesanyja, LaVona (Allison Janney), elvárja tőle, hogy jégkorcsolyázzon. Később Tonyát az iskolából is kiveszik, hogy teljesen a korcsolyázásra összpontosítson, édesanyja pedig egy edzőt, Diane Rawlinsont (Julianne Nicholson) vesz fel melléje. Tonya egy-kettőre Amerika legjobbjai közé küzdi be magát, de előrehaladását hátráltatják családi körülményei, a saját készítésű jelmezek és a korcsolyázásra választott zenék. Tonya LaVona tiltakozása ellenére randevúzni kezd a nála idősebb Jeff Gillooly-val (Sebastian Stan), majd hozzámegy feleségül. A házasság csakhamar pokollá lesz, mikor a férje verni kezdi, s mikor LaVona Tonyát hibáztatja a döntéséért, Tonya LaVona szemére hányja, hogy ő sem jobb egy fokkal sem, mert ő is megverte.
Tonya az első női korcsolyázó lesz, aki két tripla axel-ugrást tud végrehajtani. Egy vita után kirúgja az edzőjét, és Dody Teachmant veszi fel a helyére, akivel felkészülnek az 1992. évi téli olimpiai játékokra. Tonya azonban a negyedik helyen végez, mert nem szépek a landolásai. Összetörve pincérként kezd dolgozni, és visszaköltözik Jeffhez. A korábbi edzője, Diane azonban felkeresi, és meggyőzi, hogy induljon az 1994-es téli olimpián. Tonya ismét edzeni kezd Portlandben, azonban váratlanul fenyegető levelet kap. Viszonzásul férje, Jeff, egy barátját, Shawnt utasítja rá, hogy küldjön fenyegető leveleket Tonya nagy ellenfelének, Nancy Kerrigannek. Shawn azonban nem elégszik meg a fenyegetőzéssel, és felbérel két verőembert, hogy eltávolítsák Kerrigant az útból. Kerrigan komoly sérüléseket szenved, a verőembereket pedig letartóztatják.
Nem kerül sok időbe kideríteni, hogy Shawn áll a háttérben, ő azonban a rendőrséget Jeff irányába fordítja, akiben akkor tudatosul, hogy Shawn a háta mögött pluszban intézkedett. Tonya már az olimpiára kvalifikált, de a hírek őt is utolérik, és nagyon megrémül, hogy bűntársként fogják bélyegezni. Elmondja a rendőrségnek, hogy Jeff és Shawn fenyegető leveleket írt, Jeff bosszúból azt vallja, hogy Tonya tudott arról, hogy Kerrigant meg fogják támadni.
Az olimpián Tonya a nyolcadik helyen végez, Kerrigan pedig ezüstérmet szerez. LaVona keresi fel Tonyát, és nagyon kedvesen bánik vele, Tonya azonban gyanakodni kezd, mikor Kerriganről kezd kérdezősködni, és észreveszi, hogy LaVonán mikrofon van, így kidobja a házából. Jeffet, Shawnt és a verőembereket szabadságvesztésre ítélik, Tonya tárgyalását a bíróság az olimpia végetértével folytatja. Tonyát végül nem küldik börtönbe, de a bíró örökre eltiltja őt a műkorcsolya-versenyektől. Tonya hiába könyörög, hogy inkább ítéljék el, de ne vegyék el tőle a korcsolyázás lehetőségét, a bíró nem másítja meg döntését. Jeff elismeri, hogy tönkretette Tonya karrierjét, nevet változtat, és új életet kezd egy másik nővel. Tonya a történtek után híres lesz, és bokszolásra adja a fejét.    
|  | Itt a vége a cselekmény részletezésének! |

## Szereplők
| Szerep          | Színész            | Magyar hangja    |
| --------------- | ------------------ | ---------------- |
| Tonya Harding   | Margot Robbie      | Szilágyi Csenge  |
| Jeff Gillooly   | Sebastian Stan     | Szatory Dávid    |
| LaVona Golden   | Allison Janney     | Andresz Kati     |
| Diane Rawlinson | Julianne Nicholson | Györgyi Anna     |
| Shawn           | Paul Walter Hauser | Mészáros Máté    |
| Martin Maddox   | Bobby Cannavale    | Makranczi Zalán  |
| Dody Teachman   | Bojana Novakovic   | Solecki Janka    |
| Al              | Jason Davis        | Berzsenyi Zoltán |
| Snooty Girl     | Mea Allen          | Gyarmati Laura   |
| Heccelődő néző  | Joshua Mikel       | Bor László       |
| Shawn anyja     | Lynn Ashe          | Halász Aranka    |
| Seriff          | Daniel Thomas May  | Ember Márk       |
| Derrick Smith   | Anthony Reynolds   | Formán Bálint    |
| Shane Stant     | Ricky Russert      | Kisfalusi Lehel  |
| Étteremvezető   | Al Bianchi         | Szinovál Gyula   |
| Törvényszolga   | Cecil Love         | Szinovál Gyula   |
| Bob Rawlinson   | Dan Triandiflou    | Kárpáti Levente  |
| Londer bíró     | Alphie Hyorth      | Áron László      |
| Nancy Kerrigan  | Caitlin Carver     | N/A              |

- További magyar hangok: Bodrogi Attila, Bognár Tamás, Bolla Róbert, Csík Csaba Krisztián, Csonka Anikó, Czifra Krisztina, Gyarmati Laura, Gyurin Zsolt, Juhász Zoltán, Kapácsy Miklós, Király Adrián, Kis-Kovács Luca, Kobela Kíra, Kraszkó Zita, Láng Balázs, Lipcsey Bori, Lovas Dániel, Mesterházy Gyula, Mészáros András, Mohácsi Nóra, Nyírő Eszter, Papucsek Vilmos, Sörös Miklós, Suhajda Dániel, Tancsik Dorottya, Tokaji Csaba, Törtei Tünde, Vida Péter

## Fontosabb díjak és jelölések
| Díj                     | Kategória                                   | Eredmény |
| ----------------------- | ------------------------------------------- | -------- |
| BAFTA-díj               | Legjobb eredeti forgatókönyv                | Jelölve  |
| BAFTA-díj               | Legjobb női főszereplő                      | Jelölve  |
| BAFTA-díj               | Legjobb női mellékszereplő (Allison Janney) | Elnyerte |
| BAFTA-díj               | Legjobb smink                               | Jelölve  |
| BAFTA-díj               | Legjobb jelmeztervezés                      | Jelölve  |
| Golden Globe-díj        | Legjobb vígjáték vagy musical               | Jelölve  |
| Golden Globe-díj        | Legjobb női főszereplő                      | Jelölve  |
| Golden Globe-díj        | Legjobb női mellékszereplő (Allison Janney) | Elnyerte |
| Oscar-díj               | Legjobb női főszereplő                      | Jelölve  |
| Oscar-díj               | Legjobb női mellékszereplő (Allison Janney) | Elnyerte |
| Oscar-díj               | Legjobb vágás                               | Jelölve  |
| Screen Actors Guild-díj | Legjobb női főszereplő                      | Jelölve  |
| Screen Actors Guild-díj | Legjobb női mellékszereplő (Allison Janney) | Elnyerte |